# سلس سور آیزن
سلس سور آیزن (به فرانسوی: Celles-sur-Aisne) یک کمون (فرانسه) در فرانسه است که در ان (ا-دو-فرانس) واقع شده‌است. سلس سور آیزن ۶٫۱۶ کیلومتر مربع مساحت دارد ۷۵ متر بالاتر از سطح دریا واقع شده‌است.